# 塞爾維亞在歐洲青少年歌唱大賽之歷年表現
塞爾維亞在歐洲青少年歌唱大賽的參賽歷史始於在羅馬尼亞布加勒斯特舉辦的2006年第四屆歐洲青少年歌唱大賽，到2022年最近一次參賽為止已參加了14次大賽。歐洲廣播聯盟（EBU）正式會員塞爾維亞廣播電視台（RTS）負責該國的選拔與參賽事宜。RTS在2006年至2010年間使用選秀節目《歐洲青少年歌唱大賽選拔秀》來挑選參賽人選，後來則多以內部挑選推出選手。
塞爾維亞截至2021年的最佳成績是在2007年和2010年拿到的兩次季軍，其中2007年的參賽者內韋娜·波佐維奇後來參加了2013年欧洲歌唱大赛，成為第一位以正式參賽者身分轉戰成人版大賽的前歐洲青少年歌唱大賽選手。塞爾維亞曾在2011年到2013年短暫休賽，到了2014年又回歸參賽至2022年再度撤賽。
塞爾維亞和白俄羅斯一樣，都是先參加過歐洲青少年歌唱大賽之後才開始參加成人版大賽的國家。

## 歷史
在2006年蒙特內哥羅獨立公投通過並造成國家解體之前，塞爾維亞和蒙特內哥羅都以塞爾維亞與蒙特內哥羅的一部分參加過歐洲歌唱大賽和歐洲青少年歌唱大賽。塞爾維亞在解體的當年就先行參賽，即在2006年歐洲青少年歌唱大賽上第一次以獨立國家身分亮相，而蒙特內哥羅則要到2014年才會第一次以獨立國家身分亮相。塞爾維亞的首位參賽代表是無所畏懼的外語教師和他們的歌曲〈學習外語〉。
塞爾維亞繼續參加2007年歐洲青少年歌唱大賽，這次它們選出內韋娜·波佐維奇和她的歌曲〈寫給我〉參賽並取得了季軍的好成績。波佐維奇是第一位以正式參賽者身分轉戰成人版大賽的前歐洲青少年歌唱大賽選手，她第一次是作為我的三人組成員以歌曲〈到處都有愛〉參加2013年欧洲歌唱大赛，但在第一場預賽中排名第11名而惜別決賽。她在2019年再次代表塞爾維亞出賽，這次以個人身分用歌曲〈王冠〉參賽，最終在決賽中排名第18名。
塞爾維亞會繼續參加歐洲青少年歌唱大賽直到2010年之後，RTS於2011年6月5日宣布塞爾維亞將退出2011年的大賽。2014年7月25日，塞爾維亞在缺席三年後宣布回歸參加2014年的大賽。2014年是塞爾維亞第一次使用內部挑選推出選手，2014年10月1日，大賽官方揭露塞爾維亞派出艾蜜莉亞·多寧（Emilija Đonin / Емилија Ђонин）和她的歌曲〈我眼中的世界〉參賽。

## 參賽者
以下是代表塞爾維亞參加大賽的所有選手與歌曲的列表，其中文名稱皆非官方中譯：
| 3 | 季軍 |
| ◁ | 墊底 |

| 年份          | 參賽選手                                                                                               | 歌曲                                               | 語言             | 排名     | 得分     |
| ------------- | --- | -------------------------------------------------- | ---------------- | -------- | -------- |
| 2006年        | 無所畏懼的外語教師 Neustrašivi učitelji stranih jezika / Неустрашиви учитељи страних језика            | 〈學習外語〉 〈〉()                                | 塞爾維亞語、英語 | 5        | 81       |
| 2007年        | 內韋娜·波佐維奇 Nevena Božović / Невена Божовић                                                        | 〈寫給我〉 〈〉()                                  | 塞爾維亞語       | 3        | 120      |
| 2008年        | 瑪雅·馬茲奇 Maja Mazić / Маја Мазић                                                                    | 〈每當我仰望天空〉 〈〉()                          | 塞爾維亞語       | 12       | 37       |
| 2009年        | 無關個人樂團 Ništa Lično / Ништа лично                                                                 | 〈正確先生〉 〈〉()                                | 塞爾維亞語       | 10       | 34       |
| 2010年        | 索妮亞·斯科里奇 Sonja Škorić / Соња Шкорић                                                             | 〈神奇的夜晚〉 〈〉(ћ)                             | 塞爾維亞語       | 3        | 113      |
| 2011年–2013年 | 沒有參賽                                                                                               | 沒有參賽                                           | 沒有參賽         | 沒有參賽 | 沒有參賽 |
| 2014年        | 艾蜜莉亞·多寧 Emilija Đonin / Емилија Ђонин                                                            | 〈我眼中的世界〉 〈〉()                            | 塞爾維亞語       | 10       | 61       |
| 2015年        | 莉娜·斯塔門科維奇 Lena Stamenković / Лена Стаменковић                                                  | 〈莉娜的歌〉 〈〉()                                | 塞爾維亞語       | 7        | 79       |
| 2016年        | 杜妮亞·耶利契奇 Dunja Jeličić / Дуња Јеличић                                                           | 〈嗚啦啦啦〉 〈U la la la〉()                      | 塞爾維亞語       | 17 ◁     | 14       |
| 2017年        | 伊琳娜·布羅迪奇和亞娜·保諾維奇 Irina Brodić and Jana Paunović / Ирина Бродић и Јана Пауновић           | 〈全世界都是我們的〉 〈〉()                        | 塞爾維亞語       | 10       | 92       |
| 2018年        | 柏亞娜·拉多瓦諾維奇 Bojana Radovanović / Бојана Радовановић                                            | 〈世界〉 〈〉()                                    | 塞爾維亞語       | 19       | 30       |
| 2019年        | 達莉亞·弗拉切維奇 Darija Vračević / Дарија Врачевић                                                    | 〈大聲一點〉 〈Podigni glas (Raise Your Voice)〉() | 塞爾維亞語、英語 | 10       | 109      |
| 2020年        | 彼得·阿尼契奇 Petar Aničić / Петар Аничић                                                              | 〈心跳〉 〈Heartbeat〉                             | 塞爾維亞語、英語 | 11       | 85       |
| 2021年        | 喬瓦娜·拉東吉奇和杜妮亞·日夫科維奇 Jovana Radonjić and Dunja Živković / Јована Радоњић и Дуња Живковић | 〈孩子的眼睛〉 〈Oči Deteta (Children's Eyes)〉()  | 塞爾維亞語       | 13       | 86       |
| 2022年        | 卡塔琳娜·薩維奇 Katarina Savić / Катарина Савић                                                        | 〈沒有國界的世界〉 〈〉()                          | 塞爾維亞語       | 13       | 92       |
| 2023年–2024年 | 沒有參賽                                                                                               | 沒有參賽                                           | 沒有參賽         | 沒有參賽 | 沒有參賽 |

1. ↑  包含少量法語、德語、義大利語、西班牙語、俄語和日語歌詞。

### 選手相片集

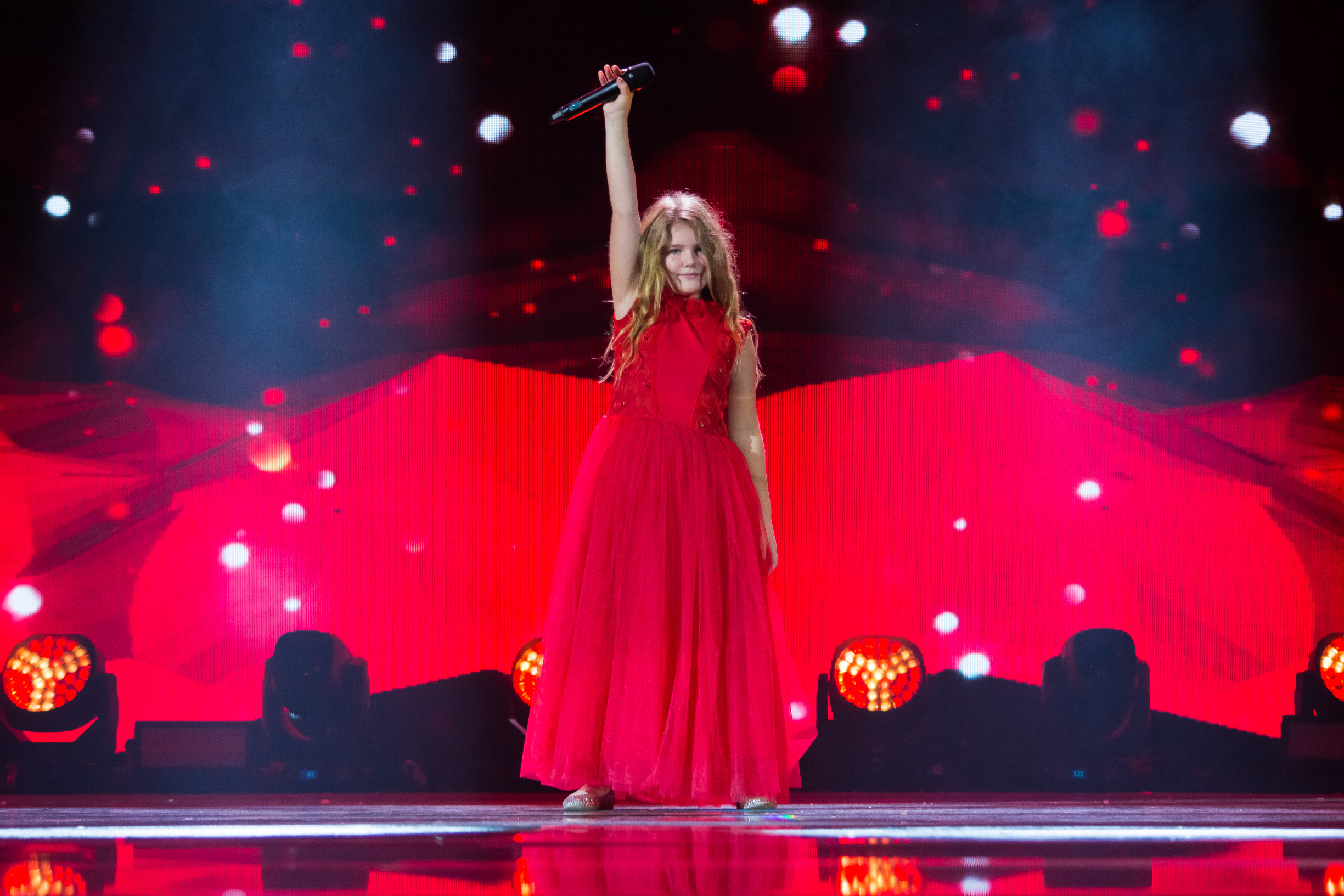
莉娜·斯塔門科維奇在索菲亞（2015）
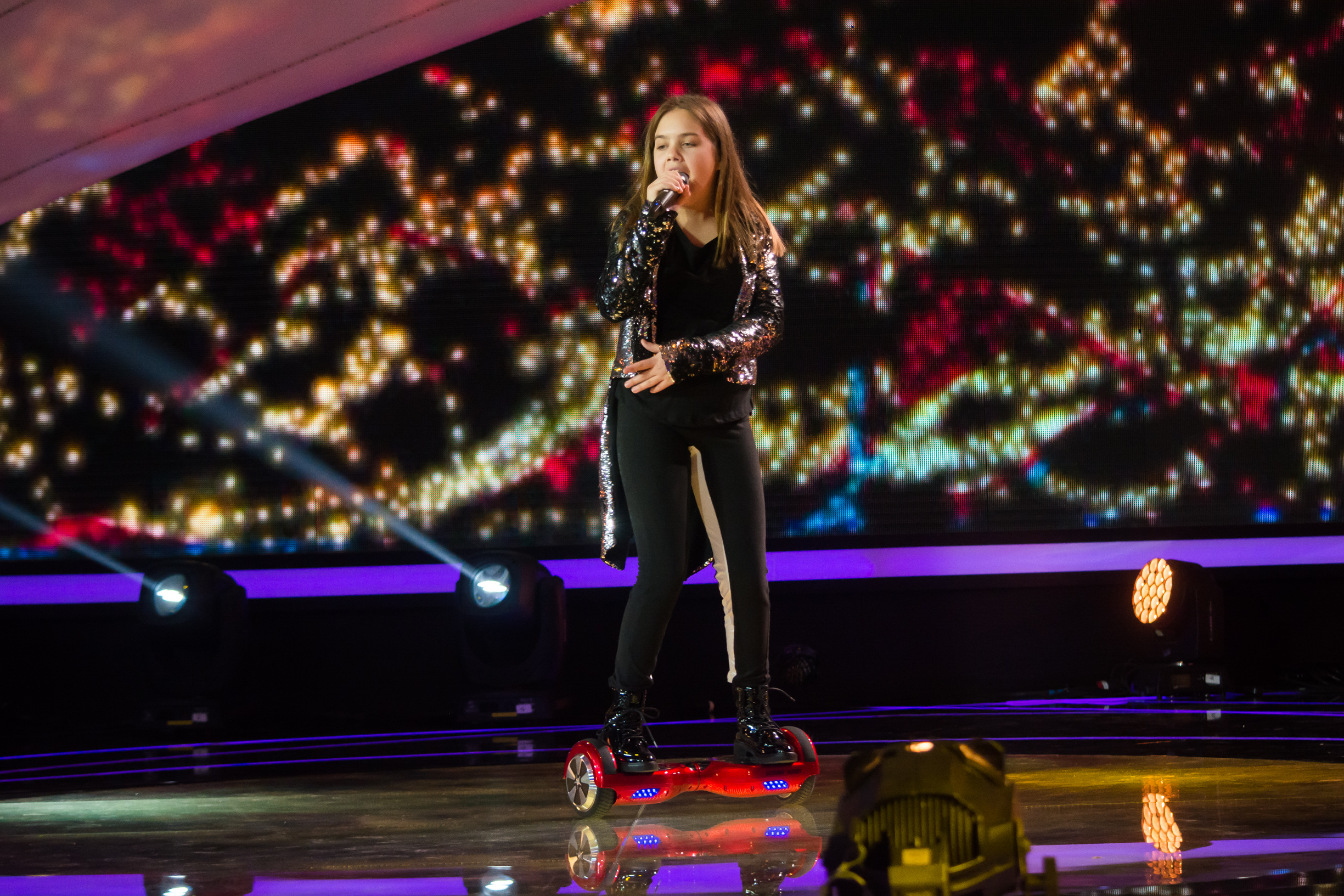
杜妮亞·耶利契奇在瓦萊塔（2016）
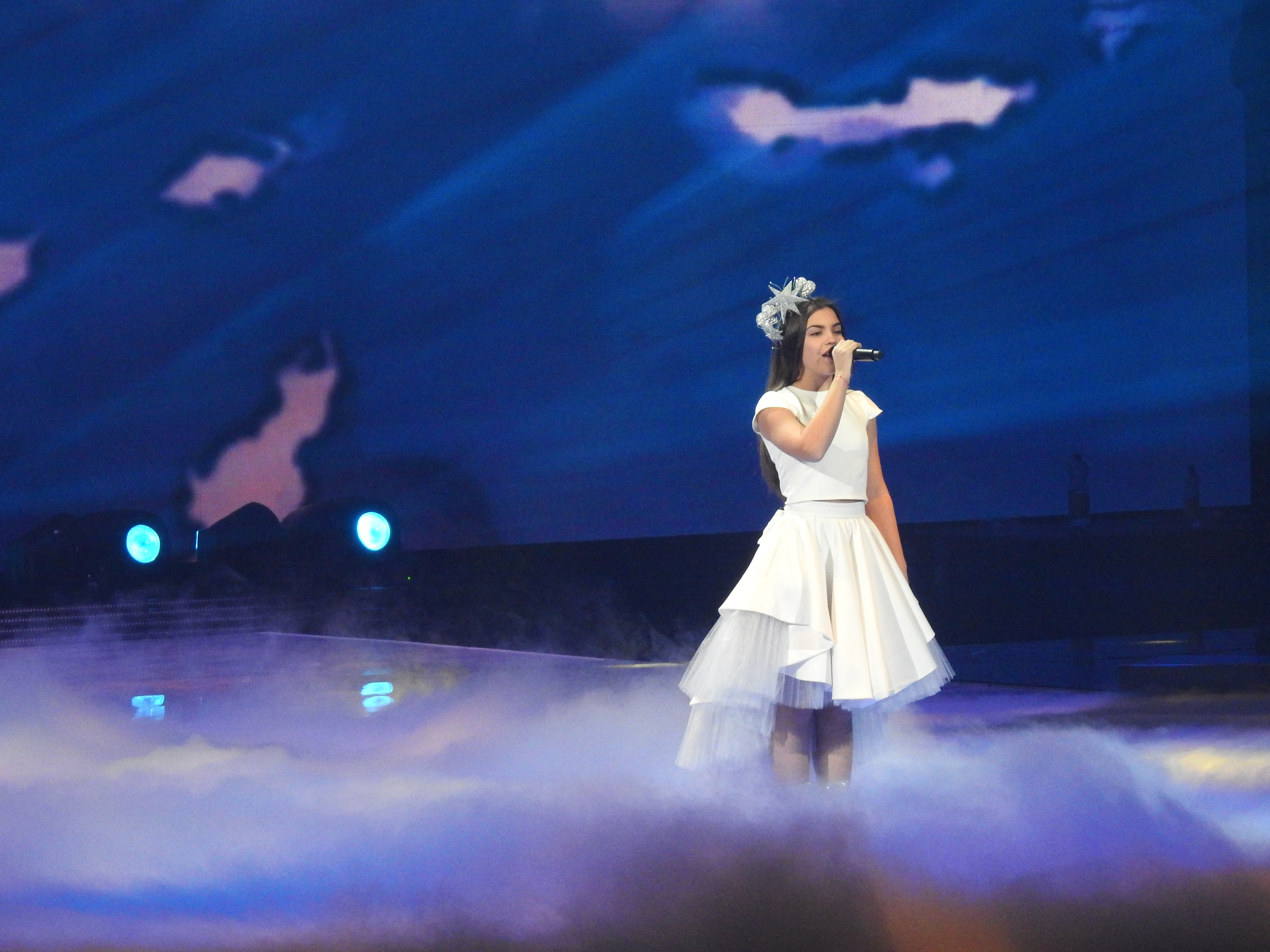
柏亞娜·拉多瓦諾維奇在明斯克（2018）
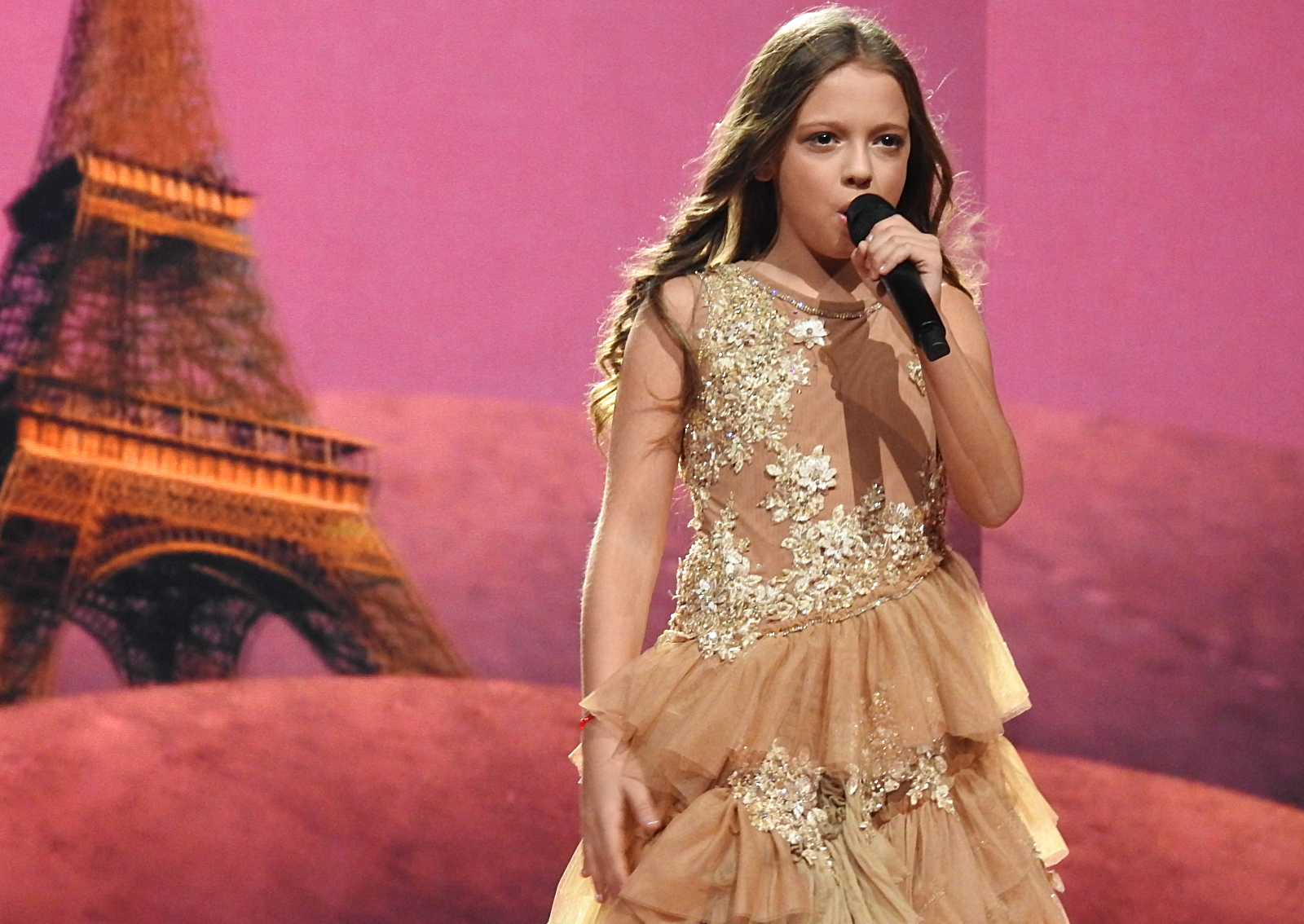
達莉亞·弗拉切維奇在格利维采（2019）
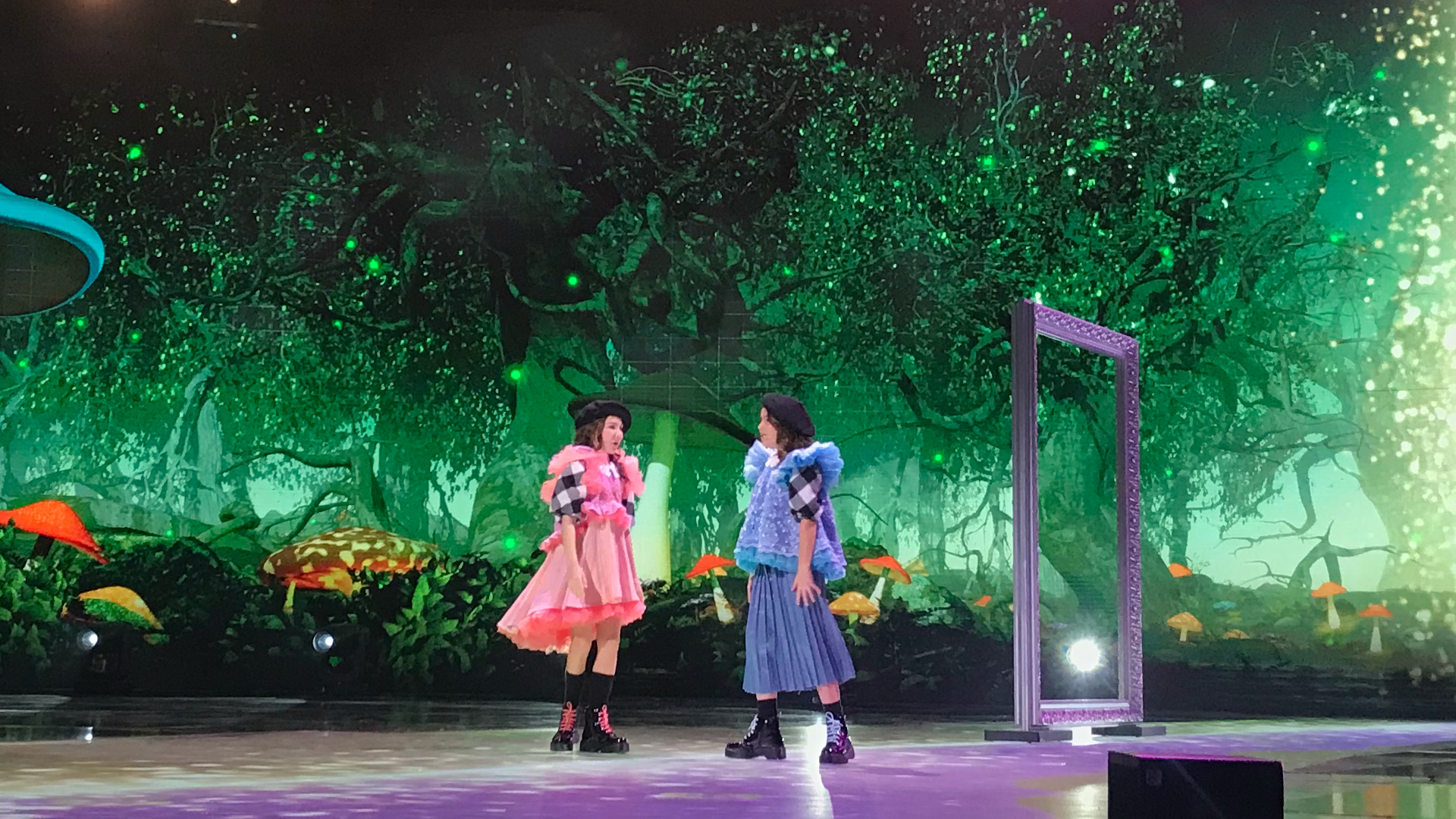
喬瓦娜·拉東吉奇和杜妮亞·日夫科維奇在巴黎（2021）

## 評論員與唱票員
| 年份          | 評論員                                                            | 唱票員                                      | 資料          |
| ------------- | ----------------------------------------------------------------- | ------------------------------------------- | ------------- |
| 2006年        | 杜絲卡·武契尼奇-盧契奇                                            | 米莉卡·斯塔尼希奇（Milica Stanišić）        |               |
| 2007年        | 杜絲卡·武契尼奇-盧契奇                                            | 安吉莉亞·艾瑞克（Anđelija Erić）            |               |
| 2008年        | 杜絲卡·武契尼奇-盧契奇                                            | 安吉莉亞·艾瑞克（Anđelija Erić）            |               |
| 2009年        | 杜絲卡·武契尼奇-盧契奇                                            | 內韋娜·波佐維奇                             |               |
| 2010年        | 杜絲卡·武契尼奇-盧契奇                                            | 瑪雅·馬茲奇                                 |               |
| 2011年–2013年 | 沒有轉播                                                          | 沒有參賽                                    |               |
| 2014年        | 西爾瓦娜·格魯吉奇（Silvana Grujić）                               | 塔瑪拉·瓦索維奇（Tamara Vasović）           | [ 10 ]        |
| 2015年        | 西爾瓦娜·格魯吉奇（Silvana Grujić）                               | 杜妮亞·耶利契奇                             | [ 11 ] [ 12 ] |
| 2016年        | 西爾瓦娜·格魯吉奇（Silvana Grujić）                               | 托米斯拉夫·拉多耶維奇（Tomislav Radojević） | [ 13 ] [ 14 ] |
| 2017年        | 奧爾加·卡普爾（Olga Kapor）和塔瑪拉·佩特科維奇（Tamara Petković） | 米娜·格魯伊奇（Mina Grujić）                | [ 15 ]        |
| 2018年        | 塔瑪拉·佩特科維奇                                                 | 拉娜·卡里奇（Lana Karić）                   | [ 16 ]        |
| 2019年        | 提亞娜·盧基奇（Tijana Lukić）                                     | 柏亞娜·拉多瓦諾維奇                         | [ 17 ]        |
| 2020年        | 提亞娜·盧基奇（Tijana Lukić）                                     | 達莉亞·弗拉切維奇                           | [ 18 ] [ 19 ] |
| 2021年        | 提亞娜·盧基奇（Tijana Lukić）                                     | 凱蒂（Katie）                               | [ 20 ] [ 21 ] |
| 2022年        | 克里斯蒂娜·拉登科維奇（Kristina Radenković）                      | 彼得·阿尼契奇                               | [ 22 ] [ 23 ] |
| 2023年–2024年 | 沒有轉播                                                          | 沒有參賽                                    |               |